# Jonas Holmen
Jonas Holmen (ur. 1868, zm. 1954 w Oslo) – norweski kombinator norweski i biegacz narciarski uczestniczący w zawodach w latach 1900-1909.
Jonas Holmen wygrał Husebyrennet w 1891. Zajął 2. miejsce w 1894 i 3. miejsce w 1893 w Holmenkollrennet. Za te osiągnięcia zdobył medal Holmenkollen w 1905.